# شارنتون - المدارس (مترو باريس)
شارنتون - المدارس (بالفرنسية: Charenton – Écoles)‏ هي محطة مترو تابعة لمترو باريس تقع في فرنسا في شارنتون لو بونت.[بحاجة لمصدر]